# Нахалёнок (рассказ)
«Нахалёнок» ― рассказ русского советского писателя Михаила Шолохова, написанный в 1925 году.

## Публикации
Впервые рассказ «Нахалёнок» был опубликован в газете «Молодой ленинец», № 121―131, 30 мая ― 12 июня 1925 года. Входил рассказ в авторские сборники «Лазоревая степь» (1926) и «Лазоревая степь. Донские рассказы. 1923―1925» (1931).

## Сюжет
Время действия произведения ― конец лета 1920 года. Главный герой рассказа, семилетний Минька с обидным прозвищем «Нахалёнок», живёт с матерью и дедом в одной из верхнедонских казачьих станиц. Родители Миньки не были венчаны в момент его рождения, что является предметом насмешек со стороны «соседок-пересудок» и сверстников. Во время Гражданской войны отец мальчика, бывший пастух, прошедший первую мировую и принявший сторону большевиков, погибает от рук белоказаков. Сам Минька становится очевидцем трагических событий, которые оставляют глубокий след в его детской душе.

## Прототипы
Рассказ «Нахалёнок» «отчасти автобиографичный», прототипом Миньки стал сам Михаил Александрович Шолохов. В разговоре с Е. Г. Левицкой писатель назвал рассказ «отчасти автобиографическим». М. П. Шолохова вспоминала, что отец писателя «звал своего единственного сына Минькой. Сверстники <…> Мишкой и Нахалёнком, так как родители Михаила Александровича Шолохова до 1913 года не были венчаны».

## Критика
В одном из первых отзывов о «Нахалёнке», в бюллетене библиографического института «Книга ― строителям социализма», отмечался мастерский показ автором пробуждения и роста «классового самосознания бедняцких слоёв казачества, главным образом молодёжи даже детей».
И. Г. Лежнев писал о композиционной стройности рассказа и «богатстве интонации» в произведении, тесно связанном с психологическом анализе характеров героев:
Повествование ведётся как будто тоном беспристрастного, объективного рассказчика; вместе с тем в авторской речи таится ласковая, отцовская улыбка, так мог бы звучать голос отца, любовно рассказывающего о геройствах родного своего сынишки; вплетается сюда и третья нота: это ощущение мира, видение жизни и людей самого малыша <...> Три голоса слиты воедино и с большим художественным тактом и чутьём выступают каждый раз вперёд, покрывая два остальных голоса, то один, то другой, то третий.

## Адаптации
Произведение экранизировано. По мотивам рассказа на киностудии «Мосфильм» в 1961 году был снят телевизионный художественный фильм «Нахалёнок». Режиссёр-постановщик Е. Е. Карелов, сценарий А. Витоля.